# Вагерюд (община)
Община Вагерюд (на шведски: Vaggeryds kommun) е разположена в лен Йоншьопинг, южна Швеция с обща площ 863 km2 и население 13 209 души (към 31 декември 2013). Община Вагерюд има два административни центъра — едноименния град Вагерюд и град Шилингарюд.